# Lola Pagnani
Anna Lola Pagnani Stravos (Roma, el 3 de abril de 1972) es una actriz, bailarina, modelo y cantante italiana.

## Biografía
Lola Pagnani es hija del escritor y guionista Enzo Pagnani. Lola se graduó en París a la edad de 17 años en danza contemporánea, y ha sido primera bailarina de los Momix en su gira mundial. Junto a ellos colaboró en las coreografías del Circe du Soleil en Montreal. Lola fue una de las bailarinas que se estrenó en la Ópera de Múnich bajo la dirección de Lina Wertmüller y el conocido director de orquesta Franco Sinopoli. Posteriormente se graduó en Nueva York en danza contemporánea en el Alvin Ailey American Dance Theater. Acto seguido estudió interpretación en los H.B. Studios, aún en Nueva York. Más tarde regresó a Italia donde reside su madre, Gilda Pizzolante Stavros, sastre teatral y diseñadora. De vuelta a Italia trabaja con grandes nombres del cine y del teatro italiano e internacional, entre ellos Ettore Scola, Giulio Base, Lina Wertmüller. Fue escogida por Spike Lee y John Turturro para trabajar en producciones de bajo presupuesto americanas; y además con Abel Ferrara en Italia. En Italia ha sido imagen de Lavazza junto con Tullio Solenghi y Riccardo Garrone, y ha trabajado durante dos años consecutivos en el show de Maurizio Costanzo y en Buona Domenica. Fue invitada a colaborar con Enrico Montesano, Marco Columbro, Barbara De Rossi, Blas Ronco Rey, Enrico Brignano, Nino Manfredi, Vittorio Gassman y Shelley Winters. Esta última la amadrina en Los Ángeles en los Actor's Studios bajo su tutela personal. Ha realizado sus estudios también en Los Ángeles junto con Teddey Sherman.
Ha colaborado con la RAI Internacional de Nueva York en muchos programas, presentando el "PoP Italia". También colaboró en la revista del maestro Gianni Battistoni de la Associazione Via Condotti - Roma, escribiendo artículos desde Los Ángeles acerca de varias de sus amistades americanas, entre ellas Muhammad Alì, Shelley Winters y Steven Seagal. Habla fluidamente francés, español e inglés. 

## Filmografía

### Cine
- Trafitti da un raggio di sole (1995) -  "Fabiola"
- Polvere di Napoli (1996) - "Rosita"
- Ninfa plebea (1996) -  "Lucía"
- Ferdinando e Carolina (1999) -  "Sara Goudar"
- La bomba (1999) -  "Daisy"
- Il pranzo della domenica (2002)
- Gente di Roma (2003)
- Women Seeking Justice  (2007)

### Televisión
- Pazza famiglia (1995)
- Commissario Raimondi (1998) -  "Esmeralda"
- Anni 50 (1998)
- La squadra (2000)
- Un posto al sole (2001) -  "Roberta Cantone"
- Francesca e Nunziata (2001)
- Un ciclone in famiglia 2 (2005)
- Carabinieri 5 (2005)
- Capri (2006) - "Maria Rosaria"
- Donne sbagliate (2006)

### Teatro
- Carmen (1987)
- Vergine Regina (1996)
- Anatra all'arancia (1997)